# Теярдизм
Теярдизм — напрям філософії, який пропонує поєднати наукову ідею еволюції з елементами модернізованої християнської містики; концепція теярдизму — складна суміш наукових прогнозів, утопізму, абстрактного гуманізму, містицизму й традиційного теїзму.
Засновником теярдизму є П'єр Теяр де Шарден (1 травня 1881 — 10 квітня 1955) — французький теолог і філософ, священник-єзуїт, один із засновників теорії ноосфери.

## Виноски
1. ↑  Теярдизм // Великий тлумачний словник сучасної української мови (з дод. і допов.) / уклад. і гол. ред. В. Т. Бусел. — 5-те вид. — К. ; Ірпінь : Перун, 2005. — ISBN 966-569-013-2.